# Kurt Tepperwein
Kurt Tepperwein (Lobenstein, 1932. október 3.) német író, számos nemzetközileg sikeres könyv szerzője. Elsősorban életvezetési, egészségi és ezoterikus témákban ír. A Nemzetközi Hipnóziskutató Munkaközösség vezetője, valamint az Interdiszciplináris Orvostudományok Akadémiájának elnöke volt.

## Élete
Asztalosként végzett, majd sikeres egyéni vállalkozóként dolgozott. Az 1960-as évektől kezdtek megjelenni a könyvei. 1973-ban visszavonult az üzleti élettől, természetgyógyász lett, a betegségek és szenvedések valódi okainak kutatója. Továbbá a hipnózis és az önszuggesztió területén dolgozott.
Oktatóként tanított különböző nemzetközi intézményekben, köztük a berlini Peace University-n. 1997 óta a Nemzetközi Tudományos Akadémia előadója. Ugyanebben az évben életművéért megkapta az első német "ezoterikus díjat".
Kétszer nősült. Első házasságából két gyermeke született.
Németországban, Bergisch Gladbachban a Mentáltréning Intézet vezetője volt, de az utóbbi évtizedekben a feleségével Tenerife szigetén él.

## Magyarul megjelent művei
- Mit árul el a betegséged? A tünetek nyelve; ford. Szalay Marianne; Hunga-print, Budapest, 1992 (Hunga-pszicho)
- Szellemi öngyógyítás. Egészség és boldogság hipnomeditációval és pszichokibernetikával; ford. Kubán Ervin; Magyar Könyvklub, Budapest, 1994
- A hipnózis magasiskolája. Hipnózis és önhipnózis. Hogyan oldhatjuk meg könnyedén problémáinkat?; ford. Farkas Tünde; Magyar Könyvklub, Budapest, 1994
- A szellemi törvények. Felismerni, megérteni, alkalmazni tudni; ford. Pap Éva; Magyar Könyvklub, Budapest, 2001
- Szuperintuíció. A belső hang üzenete; ford. Balogh Viktória; Budapest-Print, Budapest, 2004
- Savtalanítás – a fiatalság forrása. Általános jó közérzet a harmonikus sav-bázis egyensúly segítségével. Holisztikus gyógyítás; ford. Fürst Anna; Mérték, Budapest, 2004
- A teremtő képzelet csodái. A tudatosság, mint a beteljesülés útja; ford. Rónaszegi Éva; Mérték, Budapest, 2005
- Testünk üzenetei. A szervek beszéde; ford. Farkas Tünde; Mérték, Budapest, 2004
- Tudattréning. Az életművészet tanulható; ford. Fürst Anna; Mérték, Budapest, 2005
- A párkapcsolat művészete. A szeretet, a szexualitás és a harmonikus kapcsolat titkai; ford. Szabados Kinga; Holistic, Budapest, 2005
- A teremtő képzelet csodái. A tudatosság, mint a beteljesülés útja; ford. Rónaszegi Éva; Mérték, Budapest, 2005
- Ha nem boldogít, engedd el! Út a belső szabadsághoz; ford. Farkas Tünde; Mérték, Budapest, 2006
- A gazdagság forrása; ford. Szilágyi Eszter; Édesvíz, Budapest, 2006
- Válságból fakadó új élet. Hogyan oldjuk meg sérülés nélkül sorsunk kríziseit?; ford. Farkas Tünde; Mérték, Budapest, 2006
- A félelemtől az életörömig. Szabaduljunk meg félelmeinktől, nyerjük vissza életkedvünket!; ford. Farkas Tünde; Mérték, Budapest, 2007
- Nagy antistresszkönyv; ford. Károlyi Eszter; Mérték, Budapest, 2007
- Az élet mint mestermű; ford. Szilágyi Eszter; Édesvíz, Budapest, 2007
- Milliomos bárki lehet!; ford. Szilágyi Eszter; Édesvíz, Budapest, 2007
- Út a sikerhez, út önmagunkhoz; ford. Szilágyi Erzsébet; Édesvíz, Budapest, 2007
- Egészségesen egy életen át; ford. Gudics Andrea; Holistic, Budapest, 2007
- Lelki nyugalom – benső béke az élet sodrában; ford. Szegedi Eszter; Mérték, Budapest, 2008
- Az élet nagykönyve; ford. Lánczos Márta; Holistic, Budapest, 2008
- Nagy egészségkönyv testnek és léleknek; ford. Sütő Gyöngyi; Édesvíz, Budapest, 2008
- Itt és most élj!; ford. Szilágyi Eszter; Édesvíz, Budapest, 2008
- A pozitív pszichológia ereje; ford. Fürst Anna; Mérték, Budapest, 2008
- Minden terv valóra váltható. Út a pozitív gondolkodástól a pozitív életig; ford. Rónaszegi Éva; Mérték, Budapest, 2008
- Illúziók nélkül; ford. Szilágyi Eszter; Édesvíz, Budapest, 2008
- A siker törvényei. Gyakorlati tanács győzni akaróknak; ford. Szilágyi Eszter; Mérték, Budapest, 2009
- Kurt Tepperwein–Felix Aeschbacher: Hozd a legjobb formád!; ford. Holecz Zsuzsanna; Édesvíz, Budapest, 2009
- Életcélok; ford. Berecz Zsuzsanna; Édesvíz, Budapest, 2009
- Betegségünk tükrei. Az arcolvasás művészete; ford. Oláhné Nagy Erzsébet; Duna International, Budapest, 2009
- Jogosítvány az élethez. Irányítsa ön a saját életét!; ford. Fürst Anna; Mérték, Budapest, 2009
- Nyílj meg és szeress!; ford. Dolgos Mátyás; Édesvíz, Budapest, 2009
- Az öngyógyítás erői. Egészségünk őre a helyes gondolkodás; ford. Szilágyi Eszter; Mérték, Budapest, 2010
- Kapcsolataink... Önmagunkkal, a párunkkal, a világgal és az univerzális energiával; ford. Szilágyi Eszter; Édesvíz, Budapest, 2010
- Mentáltréning. Szellemi edzésterv 8 lépésben; ford. Szilágyi Eszter; Édesvíz, Budapest, 2010
- A boldogság törvényei. Az élet üzeneteinek megértése; ford. Szilágyi Eszter; Mérték, Budapest, 2011
- Az intuíció gyógyító ereje. Fedezzük fel önmagunkban a gyógyítót! Holisztikus gyógyítás; ford. Szilágyi Eszter; Mérték, Budapest, 2011
- A fiatalság megőrzésének titkai. Bevált receptek és mentális technikák; ford. Striker Judit; Mérték, Budapest, 2012
- A bölcsesség gyöngyszemei. Kurt Tepperwein alapkönyve; ford. Farkas Tünde; Mérték, Budapest, 2012
- Élj boldogan! Ma, holnap, örökké; ford. Szilágyi Eszter; Mérték, Budapest, 2013
- Gyógyító kapcsolat. A párkapcsolat és az egészség összefüggései; ford. Szilágyi Eszter; Édesvíz, Budapest, 2013
- Lelkünk üzenete. Hogyan szabaduljunk meg negatív érzelmeinktől; ford. Farkas Tünde; Mérték, Budapest, 2015
- Iránytű az élethez. Gyakorlati útmutató ahhoz, hogyan menedzseljük sikeresen az életünket. Holisztikus gyógyítás; ford. Farkas Tünde; Mérték, Budapest, 2015

## Fordítás
- Ez a szócikk részben vagy egészben  a   Kurt Tepperwein című német Wikipédia-szócikk fordításán alapul.  Az eredeti cikk szerkesztőit annak laptörténete sorolja fel. Ez a jelzés csupán a megfogalmazás eredetét és a szerzői jogokat jelzi, nem szolgál a cikkben szereplő információk forrásmegjelöléseként.